# Le 7 giornate di Bergamo
Le 7 giornate di Bergamo è un film italiano del 2021 diretto da Simona Ventura, e da lei stessa ideato insieme a Giovanni Terzi.

## Trama
Alcuni infermieri vivono la realtà del Covid-19 nel 2020. Dopo i primi giorni di pandemia in Lombardia, grazie alla volontà e alla disperazione di un gruppo di Alpini guidati da Sergio Rizzini e coadiuvati da artigiani, operai e imprenditori locali, si è riusciti ad allestire un mini ospedale all'interno dei locali della Fiera di Bergamo, aperto nel marzo dello stesso anno.
Il film si sofferma spesso sulle storie personali degli uomini che hanno lavorato giorno e notte permettendo al loro obiettivo di concretizzarsi. Lo slogan adottato dai volontari fu Bergamo finalmente respira di nuovo.

## La produzione
Le riprese iniziarono nel marzo 2020, proprio durante i sette giorni della costruzione dell’ospedale Covid alla Fiera di Bergamo. La troupe è poi tornata sul posto nel maggio 2021, proprio nei giorni in cui la struttura veniva smontata. Gli ambienti che hanno accolto centinaia di malati, sono stati filmati per essere poi consegnati allo spettatore in due momenti diversi, che hanno racchiuso quindici mesi di lavoro.

## Festival
È stato presentato fuori concorso al Festival di Venezia.